# Gammelby träsk
Gammelby träsk eller Vanhankylänjärvi är en sjö i kommunen Lovisa i landskapet Nyland i Finland. Sjön ligger 24,2 meter över havet. Arean är 45 hektar och strandlinjen är 4,69 kilometer lång. Sjön  ingår i Finska vikens kustområde.   Den ligger omkring 62 km nordöst om Helsingfors. 
I sjön finns ön Bockholmen. 